# La Destinée de Jean Morénas (film)
Pour l’article homonyme, voir La Destinée de Jean Morénas.
Pour plus de détails, voir Fiche technique et Distribution.
La Destinée de Jean Morénas est un film muet français réalisé par Michel Verne, sorti en 1919.
Le scénario de ce long métrage d'1 h 13 min est tiré de la nouvelle La Destinée de Jean Morénas de Jules Verne, publiée dans le recueil Hier et demain en 1910. En fait, ce récit a été totalement réécrit par Michel Verne, à partir d'une autre nouvelle de jeunesse de son père, Pierre-Jean, que ce dernier conçut vers 1852 . 
Ce film dramatique, produit par la société Le Film Jules Verne que Michel Verne a fondée en août 1918 est tourné avec des moyens de fortune dans les environs de Toulon au cours de l'été 1919. Il est l'unique des quatre films produits par Michel Verne qui ait été conservé. 
En 1988, la Société Jules Verne l'a rendu accessible au public. 

## Synopsis
L'action se situe en 1820. Mme Morenas et ses deux fils, Pierre et Jean, habitent le village de Sainte-Marie-des-Maures, dans le sud de la France. Le frère de Madame Morenas, Alexandre Tisserand, possède l'unique auberge du village et est aidé par sa filleule Marguerite. Les deux frères sont des menuisiers et ils ne gagnent pas beaucoup. Jean est un homme travailleur, mais son frère aîné, Pierre, est un buveur qui rêve constamment de partir à l'étranger pour devenir chercheur d'or. Un jour, Pierre décide de partir sans préavis. Sa mère et son frère en sont peinés. Jean et Marguerite ont l'intention de se marier.
Mais, un jour, Alexandre Tisserand est victime d'un vol et, avant de mourir, parvient à écrire sur un papier que le meurtrier est son neveu. Jean affirme qu'il est innocent mais est reconnu coupable et condamné. 
Des années plus tard, un homme riche et étrange l'aide à s'échapper et lui donne de l'argent et des papiers pour fuir au Brésil. Or, Jean ne peut pas partir sans rendre visite à sa bien-aimée...

## Fiche technique
- Titre : La Destinée de Jean Morénas
- Réalisation :	Michel Verne
- Scénario : Michel Verne, d'après la nouvelle de Jules Verne
- Musique : Arnaud de Buchy
- Producteur : Michel Verne
- Société de production :  Le Film Jules Verne
- Pays de production :  France
- Langue : film muet avec les intertitres en français
- Format : Noir et blanc — 35 mm — 1,33:1 — Muet
- Genre : Film dramatique
- Durée : 73 minutes
- Date de sortie :
  - France : 1919

### Distribution
- Émilien Richaud : Pierre Morénas
- Jean Mille : Jean Morénas
- Delphine Renot : Madame Morénas
- Suzanne Reinbach : Marguerite